# Benjamin Coakwell
Ben Coakwell est un bobeur canadien, né le 25 juin 1987 à Regina.

## Biographie
Il remporte aux Championnats du monde de la FIBT 2019 la médaille d'argent en bob à quatre avec Justin Kripps, Ryan Sommer et Cameron Stones.

## Palmarès

### Jeux Olympiques
- : médaillé de bronze en bob à 4 aux JO 2022.

### Championnats du monde
- : médaillé de bronze en bob à 4 aux Championnats du monde de la FIBT 2019.

### Coupe du monde de bobsleigh
- 19 podiums : 
  - bob à 2 : 2 troisièmes places.
  - bob à 4 : 4 victoires, 4 deuxièmes places et 9 troisièmes places.

#### Détails des victoires en Coupe du monde
| Édition   | Bob à 2 | Bob à 4                     |
| 2018-2019 |         | Lake Placid                 |
| 2019-2020 |         | Lake Placid x2 Saint-Moritz |